# Fascia cremasterica
La fascia cremasterica forma una sottile copertura sui funicoli spermatici e sui testicoli. Il cremastere, scendendo, forma una serie di anse che differiscono per spessore e lunghezza da individuo a individuo, tenute insieme da tessuto connettivo lasso. Nella parte superiore del funicolo le anse sono corte, ma diventano man mano più lunghe, fino a raggiungere l'altezza dei testicoli. Alcune di esse si inseriscono quindi nella tunica vaginale.
Essa è una prosecuzione dell'aponeurosi del muscolo obliquo interno dell'addome.